# Тилиндозеро
Тилиндозеро — озеро на территории Идельского сельского поселения Сегежского района Республики Карелии.

## Общие сведения
Площадь озера — 1,4 км². Располагается на высоте 99,4 метров над уровнем моря.
Форма озера лопастная, продолговатая: оно вытянуто с северо-запада на юго-восток. Берега изрезанные, каменисто-песчаные, преимущественно возвышенные, местами заболоченные.
Из северо-западной оконечности озера вытекает безымянный водоток, впадающий с правого берега в реку Онду, втекающую в Нижний Выг.
В озере расположено не менее трёх небольших безымянных островов.
К к юго-западу от озера проходит просёлочная дорога.
Код объекта в государственном водном реестре — 02020001311102000008364.